# RaTG13
O RaTG13 é um betacoronavirus semelhante ao virus da SARS que infecta o morcego ferradura, Rhinolophus affinis. Ele foi descoberto em 2013 em excrementos de morcego em uma caverna de mineração perto da cidade de Tongguan, no condado de Mojiang, em Yunnan, China . É o parente mais próximo conhecido do SARS-CoV-2, o vírus que causa a COVID-19.

## Descoberta
Em 2012, três mineiros limpando fezes de morcego em uma mina de cobre abandonada perto da cidade de Tongguan, no condado autônomo de Mojiang Hani, desenvolveram pneumonia fatal.  Amostras de soro coletadas dos mineiros foram enviadas ao Instituto de Virologia de Wuhan e testadas por Shi Zhengli e seu grupo para vírus Ebola, vírus Nipah e SARSr-CoV Rp3 de morcego. As amostras foram negativas.
Para descobrir a possível causa da infecção, diferentes animais (incluindo morcegos, ratos e musaranhos) foram amostrados dentro e ao redor da caverna de mineração. Entre 2012 e 2015, Shi Zhengli e seu grupo isolaram 293 diferentes coronavírus (284 alphacoronaviruses e 9 betacoronaviruses ) a partir de amostras de fezes de morcego na caverna. Uma das amostras coletadas em 2013,  Rhinolophus affinis continha o RaTG13. O nome da cepa foi derivado da espécie de morcego original, localização geográfica e ano de coleta.
Em 2020, Shi e seu grupo retestaram as amostras de soro dos mineiros para SARS-CoV-2. As amostras foram negativas.

## Virologia
O RaTG13 é um vírus de RNA de fita positiva com membrana externa. Seu genoma é de aproximadamente 29.800 nucleotídeos. O genoma codifica uma replicase (ORF1a / 1b) e quatro proteínas estruturais; incluindo uma proteína spike (S), uma proteína de membrana (M), uma proteína de membrana externa (E) e uma proteína de nucleocapsídeo (N); e cinco proteínas não estruturais auxiliares, incluindo NS3, NS6, NS7a, NS7b e NS8, que são comuns em coronavírus.
O RaTG13 tem forte semelhança com o vírus SARS-CoV-2 (compartilha 96,1% de similaridade de nucleotídeos) e sua existência é uma evidencia da origem natural do SARS-CoV-2. A principal diferença entre RaTG13 e SARS-CoV-2 está no domínio de ligação ao receptor (RBD) da proteína spike (S), que é a porção que se liga ao receptor na superfície da célula hospedeira e causa infecção, indicando que o vírus RaTG13 pode não usar a enzima conversora de angiotensina 2 (ACE2) como receptor para entrar na célula. (o SARS-CoV-2 usa a ACE̊ como receptor). Além disso, a proteína S do vírus RaTG13 não possui o motivo de clivagem de furina RRAR ↓ S.

## Filogenia
Uma árvore filogenetica baseada nas amostras de coronavírus relacionados ao SARS-CoV2 é:
|  | SL-ZXC21, 88% to SARS-COV-2, Rhinolophus pusillus, Zhoushan, Zhejiang |
|  |                                                                       |
|  | SL-ZC45, 88% to SARS-COV-2, Rhinolophus pusillus, Zhoushan, Zhejiang  |
|  |                                                                       |

|  | RshSTT182, 92.6% to SARS-COV-2, Rhinolophus shameli, Steung Treng, Cambodia |
|  |                                                                             |
|  | RshSTT200, 92.6% to SARS-COV-2, Rhinolophus shameli, Steung Treng, Cambodia |
|  |                                                                             |

|  | RacCS203, 91.5% to SARS-COV-2, Rhinolophus acuminatus, Chachoengsao, Thailand |
|  |                                                                               |
|  | RmYN02, 93.3% to SARS-COV-2, Rhinolophus malayanus Mengla, Yunnan             |
|  |                                                                               |

|  | RaTG13, 96.1% to SARS-COV-2, Rhinolophus affinis, Mojiang, Yunnan |
|  |                                                                   |
|  | SARS-CoV-2                                                        |
|  |                                                                   |

|  | RshSTT182, 92.6% to SARS-COV-2, Rhinolophus shameli, Steung Treng, Cambodia |
|  |                                                                             |
|  | RshSTT200, 92.6% to SARS-COV-2, Rhinolophus shameli, Steung Treng, Cambodia |
|  |                                                                             |

|  | RacCS203, 91.5% to SARS-COV-2, Rhinolophus acuminatus, Chachoengsao, Thailand |
|  |                                                                               |
|  | RmYN02, 93.3% to SARS-COV-2, Rhinolophus malayanus Mengla, Yunnan             |
|  |                                                                               |

|  | RaTG13, 96.1% to SARS-COV-2, Rhinolophus affinis, Mojiang, Yunnan |
|  |                                                                   |
|  | SARS-CoV-2                                                        |
|  |                                                                   |

|  | RshSTT182, 92.6% to SARS-COV-2, Rhinolophus shameli, Steung Treng, Cambodia |
|  |                                                                             |
|  | RshSTT200, 92.6% to SARS-COV-2, Rhinolophus shameli, Steung Treng, Cambodia |
|  |                                                                             |

|  | RacCS203, 91.5% to SARS-COV-2, Rhinolophus acuminatus, Chachoengsao, Thailand |
|  |                                                                               |
|  | RmYN02, 93.3% to SARS-COV-2, Rhinolophus malayanus Mengla, Yunnan             |
|  |                                                                               |

|  | RaTG13, 96.1% to SARS-COV-2, Rhinolophus affinis, Mojiang, Yunnan |
|  |                                                                   |
|  | SARS-CoV-2                                                        |
|  |                                                                   |

|  | RshSTT182, 92.6% to SARS-COV-2, Rhinolophus shameli, Steung Treng, Cambodia |
|  |                                                                             |
|  | RshSTT200, 92.6% to SARS-COV-2, Rhinolophus shameli, Steung Treng, Cambodia |
|  |                                                                             |

|  | RacCS203, 91.5% to SARS-COV-2, Rhinolophus acuminatus, Chachoengsao, Thailand |
|  |                                                                               |
|  | RmYN02, 93.3% to SARS-COV-2, Rhinolophus malayanus Mengla, Yunnan             |
|  |                                                                               |

|  | RaTG13, 96.1% to SARS-COV-2, Rhinolophus affinis, Mojiang, Yunnan |
|  |                                                                   |
|  | SARS-CoV-2                                                        |
|  |                                                                   |

|  | RshSTT182, 92.6% to SARS-COV-2, Rhinolophus shameli, Steung Treng, Cambodia |
|  |                                                                             |
|  | RshSTT200, 92.6% to SARS-COV-2, Rhinolophus shameli, Steung Treng, Cambodia |
|  |                                                                             |

|  | RacCS203, 91.5% to SARS-COV-2, Rhinolophus acuminatus, Chachoengsao, Thailand |
|  |                                                                               |
|  | RmYN02, 93.3% to SARS-COV-2, Rhinolophus malayanus Mengla, Yunnan             |
|  |                                                                               |

|  | RaTG13, 96.1% to SARS-COV-2, Rhinolophus affinis, Mojiang, Yunnan |
|  |                                                                   |
|  | SARS-CoV-2                                                        |
|  |                                                                   |

|  | RshSTT182, 92.6% to SARS-COV-2, Rhinolophus shameli, Steung Treng, Cambodia |
|  |                                                                             |
|  | RshSTT200, 92.6% to SARS-COV-2, Rhinolophus shameli, Steung Treng, Cambodia |
|  |                                                                             |

|  | RacCS203, 91.5% to SARS-COV-2, Rhinolophus acuminatus, Chachoengsao, Thailand |
|  |                                                                               |
|  | RmYN02, 93.3% to SARS-COV-2, Rhinolophus malayanus Mengla, Yunnan             |
|  |                                                                               |

|  | RaTG13, 96.1% to SARS-COV-2, Rhinolophus affinis, Mojiang, Yunnan |
|  |                                                                   |
|  | SARS-CoV-2                                                        |
|  |                                                                   |

|  | RshSTT182, 92.6% to SARS-COV-2, Rhinolophus shameli, Steung Treng, Cambodia |
|  |                                                                             |
|  | RshSTT200, 92.6% to SARS-COV-2, Rhinolophus shameli, Steung Treng, Cambodia |
|  |                                                                             |

|  | RacCS203, 91.5% to SARS-COV-2, Rhinolophus acuminatus, Chachoengsao, Thailand |
|  |                                                                               |
|  | RmYN02, 93.3% to SARS-COV-2, Rhinolophus malayanus Mengla, Yunnan             |
|  |                                                                               |

|  | RaTG13, 96.1% to SARS-COV-2, Rhinolophus affinis, Mojiang, Yunnan |
|  |                                                                   |
|  | SARS-CoV-2                                                        |
|  |                                                                   |

|  | RshSTT182, 92.6% to SARS-COV-2, Rhinolophus shameli, Steung Treng, Cambodia |
|  |                                                                             |
|  | RshSTT200, 92.6% to SARS-COV-2, Rhinolophus shameli, Steung Treng, Cambodia |
|  |                                                                             |

|  | RacCS203, 91.5% to SARS-COV-2, Rhinolophus acuminatus, Chachoengsao, Thailand |
|  |                                                                               |
|  | RmYN02, 93.3% to SARS-COV-2, Rhinolophus malayanus Mengla, Yunnan             |
|  |                                                                               |

|  | RaTG13, 96.1% to SARS-COV-2, Rhinolophus affinis, Mojiang, Yunnan |
|  |                                                                   |
|  | SARS-CoV-2                                                        |
|  |                                                                   |

|  | SL-ZXC21, 88% to SARS-COV-2, Rhinolophus pusillus, Zhoushan, Zhejiang |
|  |                                                                       |
|  | SL-ZC45, 88% to SARS-COV-2, Rhinolophus pusillus, Zhoushan, Zhejiang  |
|  |                                                                       |

|  | RshSTT182, 92.6% to SARS-COV-2, Rhinolophus shameli, Steung Treng, Cambodia |
|  |                                                                             |
|  | RshSTT200, 92.6% to SARS-COV-2, Rhinolophus shameli, Steung Treng, Cambodia |
|  |                                                                             |

|  | RacCS203, 91.5% to SARS-COV-2, Rhinolophus acuminatus, Chachoengsao, Thailand |
|  |                                                                               |
|  | RmYN02, 93.3% to SARS-COV-2, Rhinolophus malayanus Mengla, Yunnan             |
|  |                                                                               |

|  | RaTG13, 96.1% to SARS-COV-2, Rhinolophus affinis, Mojiang, Yunnan |
|  |                                                                   |
|  | SARS-CoV-2                                                        |
|  |                                                                   |

|  | RshSTT182, 92.6% to SARS-COV-2, Rhinolophus shameli, Steung Treng, Cambodia |
|  |                                                                             |
|  | RshSTT200, 92.6% to SARS-COV-2, Rhinolophus shameli, Steung Treng, Cambodia |
|  |                                                                             |

|  | RacCS203, 91.5% to SARS-COV-2, Rhinolophus acuminatus, Chachoengsao, Thailand |
|  |                                                                               |
|  | RmYN02, 93.3% to SARS-COV-2, Rhinolophus malayanus Mengla, Yunnan             |
|  |                                                                               |

|  | RaTG13, 96.1% to SARS-COV-2, Rhinolophus affinis, Mojiang, Yunnan |
|  |                                                                   |
|  | SARS-CoV-2                                                        |
|  |                                                                   |

|  | RshSTT182, 92.6% to SARS-COV-2, Rhinolophus shameli, Steung Treng, Cambodia |
|  |                                                                             |
|  | RshSTT200, 92.6% to SARS-COV-2, Rhinolophus shameli, Steung Treng, Cambodia |
|  |                                                                             |

|  | RacCS203, 91.5% to SARS-COV-2, Rhinolophus acuminatus, Chachoengsao, Thailand |
|  |                                                                               |
|  | RmYN02, 93.3% to SARS-COV-2, Rhinolophus malayanus Mengla, Yunnan             |
|  |                                                                               |

|  | RaTG13, 96.1% to SARS-COV-2, Rhinolophus affinis, Mojiang, Yunnan |
|  |                                                                   |
|  | SARS-CoV-2                                                        |
|  |                                                                   |

|  | RshSTT182, 92.6% to SARS-COV-2, Rhinolophus shameli, Steung Treng, Cambodia |
|  |                                                                             |
|  | RshSTT200, 92.6% to SARS-COV-2, Rhinolophus shameli, Steung Treng, Cambodia |
|  |                                                                             |

|  | RacCS203, 91.5% to SARS-COV-2, Rhinolophus acuminatus, Chachoengsao, Thailand |
|  |                                                                               |
|  | RmYN02, 93.3% to SARS-COV-2, Rhinolophus malayanus Mengla, Yunnan             |
|  |                                                                               |

|  | RaTG13, 96.1% to SARS-COV-2, Rhinolophus affinis, Mojiang, Yunnan |
|  |                                                                   |
|  | SARS-CoV-2                                                        |
|  |                                                                   |

|  | RshSTT182, 92.6% to SARS-COV-2, Rhinolophus shameli, Steung Treng, Cambodia |
|  |                                                                             |
|  | RshSTT200, 92.6% to SARS-COV-2, Rhinolophus shameli, Steung Treng, Cambodia |
|  |                                                                             |

|  | RacCS203, 91.5% to SARS-COV-2, Rhinolophus acuminatus, Chachoengsao, Thailand |
|  |                                                                               |
|  | RmYN02, 93.3% to SARS-COV-2, Rhinolophus malayanus Mengla, Yunnan             |
|  |                                                                               |

|  | RaTG13, 96.1% to SARS-COV-2, Rhinolophus affinis, Mojiang, Yunnan |
|  |                                                                   |
|  | SARS-CoV-2                                                        |
|  |                                                                   |

|  | RshSTT182, 92.6% to SARS-COV-2, Rhinolophus shameli, Steung Treng, Cambodia |
|  |                                                                             |
|  | RshSTT200, 92.6% to SARS-COV-2, Rhinolophus shameli, Steung Treng, Cambodia |
|  |                                                                             |

|  | RacCS203, 91.5% to SARS-COV-2, Rhinolophus acuminatus, Chachoengsao, Thailand |
|  |                                                                               |
|  | RmYN02, 93.3% to SARS-COV-2, Rhinolophus malayanus Mengla, Yunnan             |
|  |                                                                               |

|  | RaTG13, 96.1% to SARS-COV-2, Rhinolophus affinis, Mojiang, Yunnan |
|  |                                                                   |
|  | SARS-CoV-2                                                        |
|  |                                                                   |

|  | RshSTT182, 92.6% to SARS-COV-2, Rhinolophus shameli, Steung Treng, Cambodia |
|  |                                                                             |
|  | RshSTT200, 92.6% to SARS-COV-2, Rhinolophus shameli, Steung Treng, Cambodia |
|  |                                                                             |

|  | RacCS203, 91.5% to SARS-COV-2, Rhinolophus acuminatus, Chachoengsao, Thailand |
|  |                                                                               |
|  | RmYN02, 93.3% to SARS-COV-2, Rhinolophus malayanus Mengla, Yunnan             |
|  |                                                                               |

|  | RaTG13, 96.1% to SARS-COV-2, Rhinolophus affinis, Mojiang, Yunnan |
|  |                                                                   |
|  | SARS-CoV-2                                                        |
|  |                                                                   |

|  | RshSTT182, 92.6% to SARS-COV-2, Rhinolophus shameli, Steung Treng, Cambodia |
|  |                                                                             |
|  | RshSTT200, 92.6% to SARS-COV-2, Rhinolophus shameli, Steung Treng, Cambodia |
|  |                                                                             |

|  | RacCS203, 91.5% to SARS-COV-2, Rhinolophus acuminatus, Chachoengsao, Thailand |
|  |                                                                               |
|  | RmYN02, 93.3% to SARS-COV-2, Rhinolophus malayanus Mengla, Yunnan             |
|  |                                                                               |

|  | RaTG13, 96.1% to SARS-COV-2, Rhinolophus affinis, Mojiang, Yunnan |
|  |                                                                   |
|  | SARS-CoV-2                                                        |
|  |                                                                   |

|  | SL-ZXC21, 88% to SARS-COV-2, Rhinolophus pusillus, Zhoushan, Zhejiang |
|  |                                                                       |
|  | SL-ZC45, 88% to SARS-COV-2, Rhinolophus pusillus, Zhoushan, Zhejiang  |
|  |                                                                       |

|  | RshSTT182, 92.6% to SARS-COV-2, Rhinolophus shameli, Steung Treng, Cambodia |
|  |                                                                             |
|  | RshSTT200, 92.6% to SARS-COV-2, Rhinolophus shameli, Steung Treng, Cambodia |
|  |                                                                             |

|  | RacCS203, 91.5% to SARS-COV-2, Rhinolophus acuminatus, Chachoengsao, Thailand |
|  |                                                                               |
|  | RmYN02, 93.3% to SARS-COV-2, Rhinolophus malayanus Mengla, Yunnan             |
|  |                                                                               |

|  | RaTG13, 96.1% to SARS-COV-2, Rhinolophus affinis, Mojiang, Yunnan |
|  |                                                                   |
|  | SARS-CoV-2                                                        |
|  |                                                                   |

|  | RshSTT182, 92.6% to SARS-COV-2, Rhinolophus shameli, Steung Treng, Cambodia |
|  |                                                                             |
|  | RshSTT200, 92.6% to SARS-COV-2, Rhinolophus shameli, Steung Treng, Cambodia |
|  |                                                                             |

|  | RacCS203, 91.5% to SARS-COV-2, Rhinolophus acuminatus, Chachoengsao, Thailand |
|  |                                                                               |
|  | RmYN02, 93.3% to SARS-COV-2, Rhinolophus malayanus Mengla, Yunnan             |
|  |                                                                               |

|  | RaTG13, 96.1% to SARS-COV-2, Rhinolophus affinis, Mojiang, Yunnan |
|  |                                                                   |
|  | SARS-CoV-2                                                        |
|  |                                                                   |

|  | RshSTT182, 92.6% to SARS-COV-2, Rhinolophus shameli, Steung Treng, Cambodia |
|  |                                                                             |
|  | RshSTT200, 92.6% to SARS-COV-2, Rhinolophus shameli, Steung Treng, Cambodia |
|  |                                                                             |

|  | RacCS203, 91.5% to SARS-COV-2, Rhinolophus acuminatus, Chachoengsao, Thailand |
|  |                                                                               |
|  | RmYN02, 93.3% to SARS-COV-2, Rhinolophus malayanus Mengla, Yunnan             |
|  |                                                                               |

|  | RaTG13, 96.1% to SARS-COV-2, Rhinolophus affinis, Mojiang, Yunnan |
|  |                                                                   |
|  | SARS-CoV-2                                                        |
|  |                                                                   |

|  | RshSTT182, 92.6% to SARS-COV-2, Rhinolophus shameli, Steung Treng, Cambodia |
|  |                                                                             |
|  | RshSTT200, 92.6% to SARS-COV-2, Rhinolophus shameli, Steung Treng, Cambodia |
|  |                                                                             |

|  | RacCS203, 91.5% to SARS-COV-2, Rhinolophus acuminatus, Chachoengsao, Thailand |
|  |                                                                               |
|  | RmYN02, 93.3% to SARS-COV-2, Rhinolophus malayanus Mengla, Yunnan             |
|  |                                                                               |

|  | RaTG13, 96.1% to SARS-COV-2, Rhinolophus affinis, Mojiang, Yunnan |
|  |                                                                   |
|  | SARS-CoV-2                                                        |
|  |                                                                   |

|  | RshSTT182, 92.6% to SARS-COV-2, Rhinolophus shameli, Steung Treng, Cambodia |
|  |                                                                             |
|  | RshSTT200, 92.6% to SARS-COV-2, Rhinolophus shameli, Steung Treng, Cambodia |
|  |                                                                             |

|  | RacCS203, 91.5% to SARS-COV-2, Rhinolophus acuminatus, Chachoengsao, Thailand |
|  |                                                                               |
|  | RmYN02, 93.3% to SARS-COV-2, Rhinolophus malayanus Mengla, Yunnan             |
|  |                                                                               |

|  | RaTG13, 96.1% to SARS-COV-2, Rhinolophus affinis, Mojiang, Yunnan |
|  |                                                                   |
|  | SARS-CoV-2                                                        |
|  |                                                                   |

|  | RshSTT182, 92.6% to SARS-COV-2, Rhinolophus shameli, Steung Treng, Cambodia |
|  |                                                                             |
|  | RshSTT200, 92.6% to SARS-COV-2, Rhinolophus shameli, Steung Treng, Cambodia |
|  |                                                                             |

|  | RacCS203, 91.5% to SARS-COV-2, Rhinolophus acuminatus, Chachoengsao, Thailand |
|  |                                                                               |
|  | RmYN02, 93.3% to SARS-COV-2, Rhinolophus malayanus Mengla, Yunnan             |
|  |                                                                               |

|  | RaTG13, 96.1% to SARS-COV-2, Rhinolophus affinis, Mojiang, Yunnan |
|  |                                                                   |
|  | SARS-CoV-2                                                        |
|  |                                                                   |

|  | RshSTT182, 92.6% to SARS-COV-2, Rhinolophus shameli, Steung Treng, Cambodia |
|  |                                                                             |
|  | RshSTT200, 92.6% to SARS-COV-2, Rhinolophus shameli, Steung Treng, Cambodia |
|  |                                                                             |

|  | RacCS203, 91.5% to SARS-COV-2, Rhinolophus acuminatus, Chachoengsao, Thailand |
|  |                                                                               |
|  | RmYN02, 93.3% to SARS-COV-2, Rhinolophus malayanus Mengla, Yunnan             |
|  |                                                                               |

|  | RaTG13, 96.1% to SARS-COV-2, Rhinolophus affinis, Mojiang, Yunnan |
|  |                                                                   |
|  | SARS-CoV-2                                                        |
|  |                                                                   |

|  | RshSTT182, 92.6% to SARS-COV-2, Rhinolophus shameli, Steung Treng, Cambodia |
|  |                                                                             |
|  | RshSTT200, 92.6% to SARS-COV-2, Rhinolophus shameli, Steung Treng, Cambodia |
|  |                                                                             |

|  | RacCS203, 91.5% to SARS-COV-2, Rhinolophus acuminatus, Chachoengsao, Thailand |
|  |                                                                               |
|  | RmYN02, 93.3% to SARS-COV-2, Rhinolophus malayanus Mengla, Yunnan             |
|  |                                                                               |

|  | RaTG13, 96.1% to SARS-COV-2, Rhinolophus affinis, Mojiang, Yunnan |
|  |                                                                   |
|  | SARS-CoV-2                                                        |
|  |                                                                   |

|  | SL-ZXC21, 88% to SARS-COV-2, Rhinolophus pusillus, Zhoushan, Zhejiang |
|  |                                                                       |
|  | SL-ZC45, 88% to SARS-COV-2, Rhinolophus pusillus, Zhoushan, Zhejiang  |
|  |                                                                       |

|  | RshSTT182, 92.6% to SARS-COV-2, Rhinolophus shameli, Steung Treng, Cambodia |
|  |                                                                             |
|  | RshSTT200, 92.6% to SARS-COV-2, Rhinolophus shameli, Steung Treng, Cambodia |
|  |                                                                             |

|  | RacCS203, 91.5% to SARS-COV-2, Rhinolophus acuminatus, Chachoengsao, Thailand |
|  |                                                                               |
|  | RmYN02, 93.3% to SARS-COV-2, Rhinolophus malayanus Mengla, Yunnan             |
|  |                                                                               |

|  | RaTG13, 96.1% to SARS-COV-2, Rhinolophus affinis, Mojiang, Yunnan |
|  |                                                                   |
|  | SARS-CoV-2                                                        |
|  |                                                                   |

|  | RshSTT182, 92.6% to SARS-COV-2, Rhinolophus shameli, Steung Treng, Cambodia |
|  |                                                                             |
|  | RshSTT200, 92.6% to SARS-COV-2, Rhinolophus shameli, Steung Treng, Cambodia |
|  |                                                                             |

|  | RacCS203, 91.5% to SARS-COV-2, Rhinolophus acuminatus, Chachoengsao, Thailand |
|  |                                                                               |
|  | RmYN02, 93.3% to SARS-COV-2, Rhinolophus malayanus Mengla, Yunnan             |
|  |                                                                               |

|  | RaTG13, 96.1% to SARS-COV-2, Rhinolophus affinis, Mojiang, Yunnan |
|  |                                                                   |
|  | SARS-CoV-2                                                        |
|  |                                                                   |

|  | RshSTT182, 92.6% to SARS-COV-2, Rhinolophus shameli, Steung Treng, Cambodia |
|  |                                                                             |
|  | RshSTT200, 92.6% to SARS-COV-2, Rhinolophus shameli, Steung Treng, Cambodia |
|  |                                                                             |

|  | RacCS203, 91.5% to SARS-COV-2, Rhinolophus acuminatus, Chachoengsao, Thailand |
|  |                                                                               |
|  | RmYN02, 93.3% to SARS-COV-2, Rhinolophus malayanus Mengla, Yunnan             |
|  |                                                                               |

|  | RaTG13, 96.1% to SARS-COV-2, Rhinolophus affinis, Mojiang, Yunnan |
|  |                                                                   |
|  | SARS-CoV-2                                                        |
|  |                                                                   |

|  | RshSTT182, 92.6% to SARS-COV-2, Rhinolophus shameli, Steung Treng, Cambodia |
|  |                                                                             |
|  | RshSTT200, 92.6% to SARS-COV-2, Rhinolophus shameli, Steung Treng, Cambodia |
|  |                                                                             |

|  | RacCS203, 91.5% to SARS-COV-2, Rhinolophus acuminatus, Chachoengsao, Thailand |
|  |                                                                               |
|  | RmYN02, 93.3% to SARS-COV-2, Rhinolophus malayanus Mengla, Yunnan             |
|  |                                                                               |

|  | RaTG13, 96.1% to SARS-COV-2, Rhinolophus affinis, Mojiang, Yunnan |
|  |                                                                   |
|  | SARS-CoV-2                                                        |
|  |                                                                   |

|  | RshSTT182, 92.6% to SARS-COV-2, Rhinolophus shameli, Steung Treng, Cambodia |
|  |                                                                             |
|  | RshSTT200, 92.6% to SARS-COV-2, Rhinolophus shameli, Steung Treng, Cambodia |
|  |                                                                             |

|  | RacCS203, 91.5% to SARS-COV-2, Rhinolophus acuminatus, Chachoengsao, Thailand |
|  |                                                                               |
|  | RmYN02, 93.3% to SARS-COV-2, Rhinolophus malayanus Mengla, Yunnan             |
|  |                                                                               |

|  | RaTG13, 96.1% to SARS-COV-2, Rhinolophus affinis, Mojiang, Yunnan |
|  |                                                                   |
|  | SARS-CoV-2                                                        |
|  |                                                                   |

|  | RshSTT182, 92.6% to SARS-COV-2, Rhinolophus shameli, Steung Treng, Cambodia |
|  |                                                                             |
|  | RshSTT200, 92.6% to SARS-COV-2, Rhinolophus shameli, Steung Treng, Cambodia |
|  |                                                                             |

|  | RacCS203, 91.5% to SARS-COV-2, Rhinolophus acuminatus, Chachoengsao, Thailand |
|  |                                                                               |
|  | RmYN02, 93.3% to SARS-COV-2, Rhinolophus malayanus Mengla, Yunnan             |
|  |                                                                               |

|  | RaTG13, 96.1% to SARS-COV-2, Rhinolophus affinis, Mojiang, Yunnan |
|  |                                                                   |
|  | SARS-CoV-2                                                        |
|  |                                                                   |

|  | RshSTT182, 92.6% to SARS-COV-2, Rhinolophus shameli, Steung Treng, Cambodia |
|  |                                                                             |
|  | RshSTT200, 92.6% to SARS-COV-2, Rhinolophus shameli, Steung Treng, Cambodia |
|  |                                                                             |

|  | RacCS203, 91.5% to SARS-COV-2, Rhinolophus acuminatus, Chachoengsao, Thailand |
|  |                                                                               |
|  | RmYN02, 93.3% to SARS-COV-2, Rhinolophus malayanus Mengla, Yunnan             |
|  |                                                                               |

|  | RaTG13, 96.1% to SARS-COV-2, Rhinolophus affinis, Mojiang, Yunnan |
|  |                                                                   |
|  | SARS-CoV-2                                                        |
|  |                                                                   |

|  | RshSTT182, 92.6% to SARS-COV-2, Rhinolophus shameli, Steung Treng, Cambodia |
|  |                                                                             |
|  | RshSTT200, 92.6% to SARS-COV-2, Rhinolophus shameli, Steung Treng, Cambodia |
|  |                                                                             |

|  | RacCS203, 91.5% to SARS-COV-2, Rhinolophus acuminatus, Chachoengsao, Thailand |
|  |                                                                               |
|  | RmYN02, 93.3% to SARS-COV-2, Rhinolophus malayanus Mengla, Yunnan             |
|  |                                                                               |

|  | RaTG13, 96.1% to SARS-COV-2, Rhinolophus affinis, Mojiang, Yunnan |
|  |                                                                   |
|  | SARS-CoV-2                                                        |
|  |                                                                   |